# Vámtarifaszám

## Kereskedelmi Vámtarifaszám rendszere
A VTSZ (Vámtarifaszám), azaz a Kombinált Nómenklatúra (KN) az EU vám- és statisztikai jegyzéke, amelyet a külkereskedelmi termékforgalmi statisztika adatgyűjtésre és tájékoztatásra használ, illetve számos jogszabály a VTSZ számok alapján határoz meg egyes termékkörökre vonatkozó speciális rendelkezéseket. A Kombinált Nómenklatúra használata az Európai Unió valamennyi tagállamában kötelező. A számlák kötelező adattartalma nem írja elő a VTSZ számok feltüntetését, de adózási szempontból az egyértelműbb azonosítás miatt opcionálisan megadható.
A vám az államok által kivetett adószerű kötelezettség a vámhatárukat átlépő árukra. Célja egyrészt
az állam bevételeinek növelése és az ország gazdaságának szabályozása: az adott ország piacán
forgalomban lévő áruk szerkezetének és árának befolyásolása, leggyakrabban a hazai termékek,
vagyis a hazai termelők védelme.
A vámok a külkereskedelmi politika fontos eszközei közé tartoznak, bár jelentőségük a szabad
kereskedelmet előmozdító nemzetközi megállapodások következtében mára jelentősen csökkent. A
domináns közgazdaságtani irányzatok szerint a vámok, az adókhoz hasonlóan, torzítják a piaci
mechanizmusokat, így – rövidtávon mindenféleképpen – jóléti veszteséget eredményeznek.
A kereskedelem gyakorlatában egyre nagyobb szerepet kap a Kereskedelmi Vámtarifa, amely a
nemzetgazdaság fejlesztési és a hazai gazdaság védelmét, a kereskedelempolitika és a vámokkal
kapcsolatos nemzetközi kötelezettségek összhangjának megteremtését hivatott szolgálni.
A Kereskedelmi Vámtarifa alapja a Harmonizált Áruleíró és Kódrendszer (HS), valamint az
Európai Unió által alkalmazott Kombinált Nomenklatúra (CN). Tartalmazza az áruk
vámtarifaszámát, az áruk pontos megnevezését valamint a vámtételeket (amit vámként be kell
fizetni).

## Áruosztályok
Az 1997. január 1-től érvényes Kereskedelmi Vámtarifa huszonegy áruosztályba sorolja a termékeket.
I. ÉLŐ ÁLLATOK; ÁLLATI TERMÉKEK
II. NÖVÉNYI TERMÉKEK
III. ÁLLATI VAGY NÖVÉNYI ZSÍR ÉS OLAJ ÉS EZEK BONTÁSI TERMÉKEI; ELKÉSZÍTETT ÉTELZSÍR; ÁLLATI VAGY NÖVÉNYI EREDETŰ VIASZ
IV. ÉLELMISZER-KÉSZÍTMÉNYEK; ITALOK, ALKOHOLTARTALMÚ FOLYADÉKOK ÉS ECET;DOHÁNY ÉS ELKÉSZÍTETT DOHÁNYPÓTLÓK
V. ÁSVÁNYI TERMÉKEK
VI. A VEGYIPAR VAGY VELE ROKON IPAROK TERMÉKEI
VII. MŰANYAGOK ÉS EZEKBŐL KÉSZÜLT ÁRUK; GUMI ÉS EBBŐL KÉSZÜLT ÁRUK
VIII. NYERSBŐR, KIKÉSZÍTETT BŐR, SZŐRME ÉS EZEKBŐL KÉSZÜLT ÁRUK; NYERGES ÉS SZÍJGYÁRTÓÁRUK; UTAZÁSI CIKKEK, KÉZITÁSKÁK ÉS HASONLÓ TARTÓK, BÉLBŐL KÉSZÜLT ÁRUK (A SELYEMHERNYÓBÉLBŐL KÉSZÜLT ÁRUK KIVÉTELÉVEL)
IX. FA ÉS FAIPARI TERMÉKEK; FASZÉN; PARAFA ÉS PARAFA ÁRUK; SZALMÁBÓL, ESZPARTÓFŰBŐL VAGY MÁS FONÁSANYAGOKBÓL KÉSZÜLT ÁRUK; KOSÁRKÖTŐ- ÉS FONÁSÁRUK
X. PAPÍRIPARI ROSTANYAG FÁBÓL VAGY MÁS CELLULÓZTARTALMÚ ANYAGBÓL; VISSZANYERT (HULLADÉK ÉS HASZNÁLT) PAPÍR VAGY KARTON; PAPÍR, KARTON ÉS EZEKBŐL KÉSZÜLT ÁRUK
XI TEXTILIPARI ALAPANYAGOK ÉS TEXTILÁRUK
XII. LÁBBELI, KALAP ÉS MÁS FEJFEDŐ, ESERNYŐK, NAPERNYŐK, SÉTABOTOK, BOTSZÉKEK, OSTOROK, LOVAGLÓKORBÁCSOK, VALAMINT EZEK RÉSZEI; KIKÉSZÍTETT TOLLAK ÉS EZEKBŐL KÉSZÜLT ÁRUK; MŰVIRÁGOK; EMBERHAJBÓL KÉSZÜLT ÁRUK
XIII. KŐBŐL, GIPSZBŐL, CEMENTBŐL, AZBESZTBŐL, CSILLÁMBÓL VAGY HASONLÓ ANYAGOKBÓL KÉSZÜLT ÁRUK; KERÁMIACIKKEK; ÜVEGEK ÉS ÜVEGÁRUK
XIV. TERMÉSZETES VAGY TENYÉSZTETT GYÖNGYÖK, DRÁGAKÖVEK VAGY FÉLDRÁGAKÖVEK, NEMESFÉMEK, NEMESFÉMMEL PLATTÍROZOTT FÉMEK ÉS EZEKBŐL KÉSZÜLT ÁRUK; ÉKSZERUTÁNZATOK; ÉRMÉK
XV. NEM NEMESFÉMEK ÉS EZEKBŐL KÉSZÜLT ÁRUK
XVI. GÉPEK ÉS MECHANIKUS BERENDEZÉSEK; VILLAMOSSÁGI CIKKEK; EZEK ALKATRÉSZEI; HANGFELVEVŐ ÉS -LEJÁTSZÓ KÉSZÜLÉKEK, KÉP- ÉS HANGFELVEVŐ ÉS -LEJÁTSZÓ KÉSZÜLÉKEK TELEVÍZIÓHOZ, EZEK ALKATRÉSZEI ÉS TARTOZÉKAI
XVII. JÁRMŰVEK, LÉGI JÁRMŰVEK, VÍZI JÁRMŰVEK ÉS SZÁLLÍTÁS CÉLJÁRA SZOLGÁLÓ FELSZERELÉSEK
XVIII. OPTIKAI, FÉNYKÉPÉSZETI, MOZGÓFÉNYKÉPÉSZETI, MÉRŐ-, ELLENŐRZŐ, PRECÍZIÓS, ORVOSI VAGY SEBÉSZETI MŰSZEREK ÉS KÉSZÜLÉKEK; ÓRÁK ÉS KISÓRÁK; HANGSZEREK; MINDEZEK ALKATRÉSZEI ÉS TARTOZÉKAI
XIX. FEGYVEREK ÉS LŐSZEREK; EZEK ALKATRÉSZEI ÉS TARTOZÉKAI
XX. KÜLÖNFÉLE ÁRUK
XXI. MŰVÉSZETI TÁRGYAK, GYŰJTEMÉNYDARABOK ÉS RÉGISÉGEK

## VTSZ (Vámtarifa Szám)
2001-ben az ITJ-t váltotta fel a pénzügyi elszámolás területén 10 számjegyből áll
1-5-ig az áruosztályokat rögzíti
6. ÁFA (5%, 15%, 20%) besorolás
7. fogyasztási adó (pl. luxustermékeknél, szőrmebunda stb.)
8. jövedéki adó (dohányáru, szeszek, üzemanyag)
9. környezetvédelmi termékdíj (pl. műanyag flakonok, amik szennyezik a környezetet)
10. alszámos megjegyzés, a pénzügyőrökre vonatkozik
Annyit kötelező felsorolni amennyi vonatkozik az adott termékre.

## Vámtarifaszám-kereső
https://vamtarifaszam.hu